# GART
Teatr GART (Grupa Artystycznych Realizacji Teatralnych) − została założona w 1990 przez aktora i reżysera Jerzego Połońskiego przy katowickim Pałacu Młodzieży im. A. Kamińskiego. Działała jako teatr młodzieżowy do 2006. Wychowankami Jerzego Połońskiego i aktorami tego teatru byli m.in.: Anna Dereszowska, Michał Piela, Magdalena Piekorz, Krzysztof Szczerbiński, Anna Szczerbińska, Sylwia Gliwa, Dominik Połoński, Jerzy Jan Połoński, Jakub Kotyński, Mariusz Wójtowicz, Magdalena Dziembowska, Karol Kręc i inni, z których wielu jest do tej pory związanych z polską sceną teatralną, muzyczną, filmową i estradową.
Ważniejsze premiery Teatru Gart
- 1990 − Nicht Schuldig
- 1991 − Męczeństwo Piotra Oheya Sławomira Mrożka;  Grand Prix Tyskich Spotkań Teatralnych, spektakl prezentowany w Wielkiej Brytanii;
- 1992 − Król Ubu czyli Polacy Alfreda Jarry’ego; Nagrody Aktorskie Barbórkowych Spotkań Teatralnych
- 1993 − Chryzostoma Bulwiecia podróż do Ciemnogrodu K.I. Gałczyńskiego; I nagroda „Poezja u Gałczyńskiego” − Ruciane Nida, Grand Prix Biesiady Teatralnej w Horyńcu Zdroju;
- 1996 − A nóż czyli nóż w pięcie - czyli rewia czarnego humoru mistrza Ildefonsa... K.I. Gałczyńskiego; Grand Prix Tyskich Spotkań Teatralnych, Nagroda Ogólnopolskiego Forum Teatrów Szkolnych w Poznaniu, Grand Prix Marlborskich Spotkań Teatralnych, Grand Prix Międzynarodowego Mitingu Teatralnego w Bydgoszczy; spektakl prezentowany w Rosji;
- 1997 − Szaranagajama; Grand Prix Biesiady Teatralnej w Horyńcu Zdroju, spektakl prezentowany w Rosji;
- 1998 − Walczyk przy ognisku według Kabaretu Starszych panów; I nagroda Tyskich Spotkań Teatralnych;
- 1998 − Po górach po chmurach Ernesta Brylla; spektakl prezentowany w Niemczech
- 1999 − Berg według „Kosmosu” Witolda Gombrowicza; Grand Prix Suwalskich Eksploracji Teatralnych;
- 2000 − M'ironia według Mirona Białoszewskiego